# Sultanat von Shihr und Mukalla
Das Sultanat von Schihr und Mukalla (arabisch سلطنة الشحر والمكلاا, DMG Salṭanat aš-Šiḥr wa-l-Mukallā; benannt nach den Städten asch-Schihr und al-Mukalla) bestand seit der zweiten Hälfte des 19. Jahrhunderts bis zur Eingliederung in die Demokratische Volksrepublik Jemen 1967 in der südarabischen Region Hadramaut. Nach dem herrschenden Klan, der Al-Quʿaiti-Familie wurde es auch als Quʿaiti-Sultanat (السلطنة القعيطية, DMG as-Salṭana al-quʿayṭiyya) bezeichnet. Eine andere Bezeichnung war Sultanat Hadramaut.
1888 bis 1967 stand es unter britischem Protektorat.
Eine genaue Demarkierung der Grenzen des fast zu 90 % aus Wüste bestehenden Landes mit seinen etwa 77.000 km² fand nie statt. Abseits der Küste bestehen wichtigere dauerhafte Siedlungen nur im Wadi Hadramaut und seinen Nebentälern. Die Bevölkerung im wasserarmen Binnenland war extrem arm, Raubzüge nomadisierender Stämme und Kleinkriege einzelner Dörfer waren bis 1937 häufig. Schwierige geographische Bedingungen im Bergland (Jōl, ⌀ 1000–1500 m) mit steilen Felswänden erlaubten den Stämmen vor Beginn des Luftverkehrs im Binnenland eine gewisse Unabhängigkeit.
Eine Erforschung der Region durch die Europäer fand erst ab den 1930er Jahren statt. Führend waren dabei Kolonialbeamten, wie das britische Ehepaar Doreen und Harold Ingrams oder der Niederländer Daniël van der Meulen. Die Einwohnerzahl betrug 1949 etwa 190.000, die 2¾ Mio. Rs. Steuern zahlten.

## Gesellschaft
An wichtigen Klassen bestanden die Sāda, Nachfahren des Propheten Mohammed aus der Linie Husains, die aus Basra kommend unter Ahmad bin Isa al-Muhagir 951 zuwanderten. Die einheimischen (waffentragenden) Stämme fasst man als Qabāʾil zusammen, sie schichten sich in Masākīn (Kaufleute und Handwerker) sowie ʿAbīd (Sklaven und deren Nachkommen) Letztere ursprünglich meist aus Ostafrika. Die Stämme und ihre Untergruppen Klan (bait), Sektion (far) und Familie (ahl) sind patrilinear organisiert. Mitglieder anerkannt führender Familien (daula) wurden zu Anführern gewählt. Die Berührungspunkte zwischen der tribalen Gesellschaft (badw) und der der (Hafen-)Städte (ḥaḍar) waren auf den Warenaustausch beschränkt, den die Beduinen mittels Karawanen vermittelten. Das Territorium (dira) eines arabischen Stammes hängt vom Einfluss und der Fähigkeit ab, Bündnisse zu schaffen bzw. zu kaufen.

## Geschichte

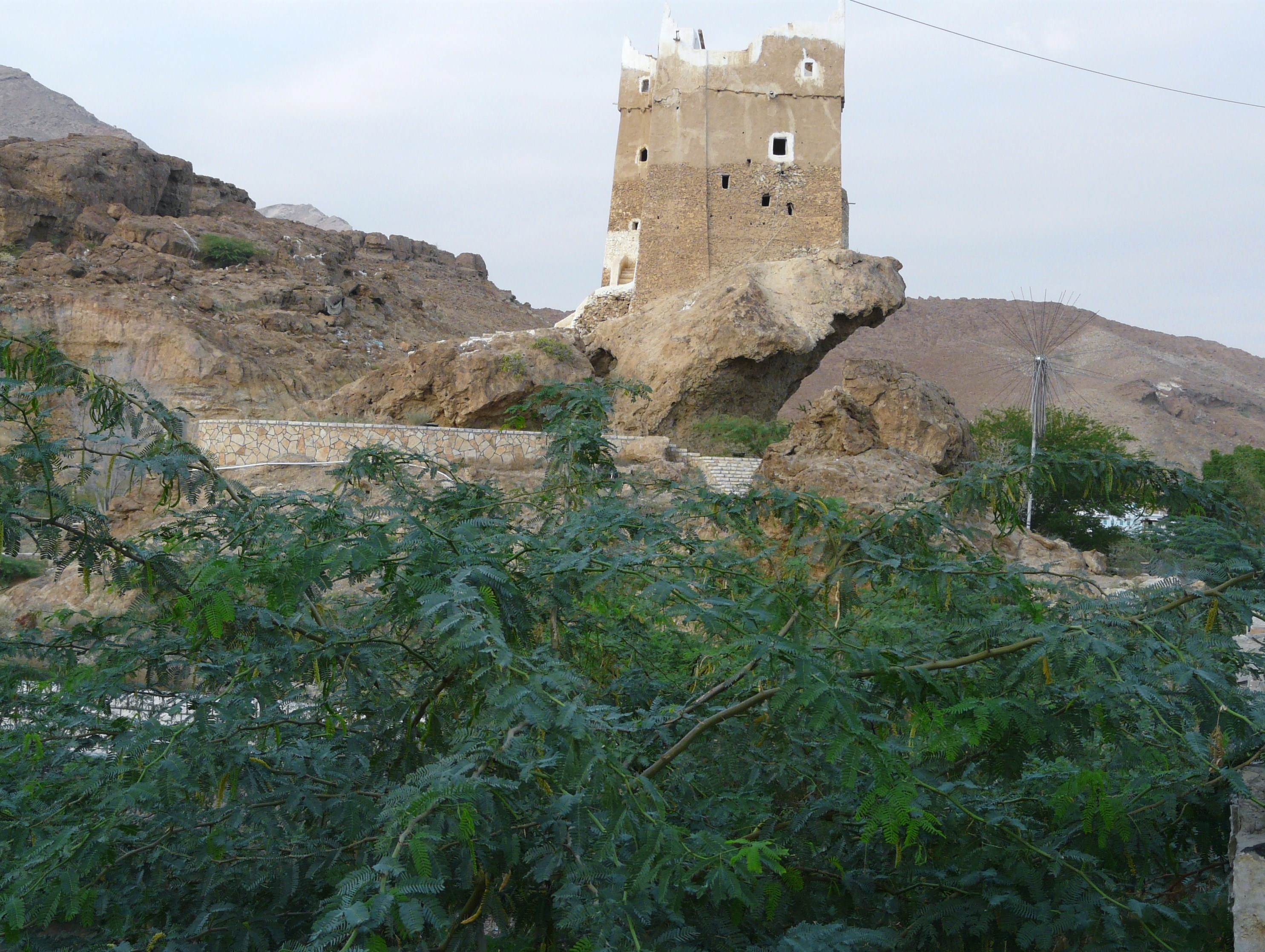
Burg Qasr al-Ghuwaizi über Mukalla

Die Geschichte der Region ist von häufig wechselnden Loyalitäten geprägt. Die Dominanz einiger Stämme oder Klans konnte oft nur über wenige Jahre aufrechterhalten werden. Vom 13. bis 18. Jahrhundert waren die verschiedenen Linien der Kathiri, die ihre höchste Blüte von 1495 bis 1668 erlebten, dominierend. Auf das Ende ihrer ersten Dominanz (1717/19) folgte eine Zeit sich bekämpfender Kleinstherrschaften, bis die al-Quʿaiti und die Kathiri (wieder ab 1843) dauerhafte Sultanate errichten konnten, deren Bestand ab etwa 1900 durch den Pax Britannica garantiert wurde.

### 1843–1937
Die Nachfahren von Umar bin Awad al-Quʿaiti al Yafaʿi, der als Söldnerführer in den Diensten des indischen Fürstenstaates Hyderabad zu Macht und Reichtum gelangt war, Salah bin Umar, Awadh (= Nawaz Jung) und Abdullah begannen ab 1843 Land in ihrer Heimat um al-Qatn zu erwerben. Die nächsten 20 Jahre gab es zahlreiche Feldzüge wechselnder Verbündeter. Die Städte Saʿun und Tarim wurden 1847/48 von den Kathiri besetzt, al-Qatn wurde zum Sammelpunkt der vertriebenen Yafaʿi. Die Position arabischer Söldner in Indien wurde durch britischen Druck immer prekärer.
Die Zeit von 1850 bis 1882 brachte nach zahlreichen Kämpfen den al-Quʿaiti die dominierende Stellung in der Region ein. Zusätzlich zu den Kriegen führten Pest- und Pockenepidemien sowie Überflutungen zur weiteren Verarmung der Bevölkerung. Nach einer Seeblockade im Jahr 1866 nahm Awadh am 30. April 1867 Schihr (= aš-Šiḥr) den al-Buraikam ab, sein Bruder Abdullah bin Umar († 25. November 1888) wurde dort Mitherrscher. Die Briten gaben erstmals ihre strikte Neutralität auf. Auch das Osmanische Reich entsandte mehrfach zwischen 1850 und 1875 Schiffe, um die Unterwerfung der Scheichs zu erreichen. Ein britisch-türkischer Krieg in Südarabien konnte 1873 verhindert werden.
Im Mai 1873 reiste Nawaz Jung zur Beerdigung des Herrschers von Mukalla mit 500 Mann an, die im Juli die Stadt in einem Handstreich in ihre Gewalt brachten. Zur Begleichung alter Schulden
war der gefangene Nakib Umar bin Salah al-Kasadi gezwungen, die Hälfte Mukallas und Burums abzutreten. Es folgten weitere Kämpfe, besonders zur See, die von den Briten als Piraterie interpretiert wurden und in die deshalb eingegriffen wurde. Schihr wurde bis zu einem Waffenstillstand im November 1874 belagert. Es gelang den al-Quʿaiti, Verstärkung aus Ostafrika und Indien zu bekommen. In den Jahren 1876/77 wurden die Kathiri aus immer mehr ihrer Positionen im Inland vertrieben. Auf britische Vermittlung wurde im Januar 1877 ein zehnjähriger Friedensvertrag mit den Kathiri geschlossen, dem auch etliche Stämme des Hinterlandes beitraten. Nachdem Salar Jung I. ab 1877 und die Briten ab 1880 die al-Quʿaiti unterstützten, wurden die al-Kasadi im Dezember 1880 zunächst aus Burum, im November darauf, mit britischer Artillerieunterstützung, auch aus Mukalla vertrieben. Man zahlte 1888 an die abgesetzten und 1881 nach Sansibar exilierten Nakibs 100.000 Taler Abfindung.
Die Gebiete wurden am 1. Mai 1888 endgültig unter britischen Schutz gestellt und Teil des Protektorats Aden; die Ratifizierung des Vertrages erfolgte am 26. Februar 1890.

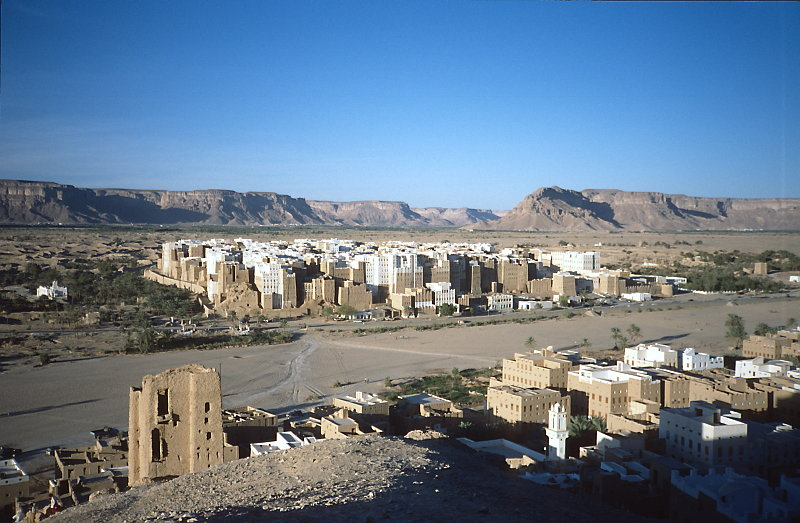
Blick auf Schibam im Hadramaut

Die Verwaltung in Arabien übernahm ein ernannter Gouverneur, üblicherweise aus der Familie, während der Sultan meist in Hyderabad lebte. Der offizielle Titel war Jamader (oder Hakim) von Shihr (1866) und Mukalla (1881). Die Beduinen wurden durch Zahlungen still gehalten. Der High Court von Bombay gestand 1897 dem Herrscher diplomatische Immunität zu, wie sie für indische Fürsten galt.
Seine als Statthalter fungierenden Neffen Hussain bin Abdullah bin Omar († 1906) und Munassar machten dem Sultan 1901/02 die Herrschaft in Arabien streitig, sie lehnten – nach einer Seeblockade – eine Abfindung ab und begaben sich nach Indien. Awadhs offizielle Anerkennung als „Sultan von Mukalla und Schihr“ erfolgte 1902 durch Edward VII., als solcher nahm er auch am Durbar in Delhi 1903 teil. Er erhielt das Recht auf elf Salutschüsse. Awadh blieb bis zu seinem Tod 1909 als Kommandant der fürstlichen Armee, die von den Briten gemeinhin als „Irreguläre“ bezeichnet wurde, in Hyderabad. Die etwa 60.000 arabischen Untertanen zahlten um 1910 jährlich 223.000 Rs. Steuern.
Die Grenzen zwischen der britischen und osmanischen Einflusssphäre in Südarabien wurden 1902/1905 festgelegt, dem Sultan von den Briten bis 1905 Waffen geliefert. In einem Abkommen 1918 stimmte der Kathiri-Sultan zu, zusammen mit den al-Quʿaiti als East Aden Protectorate unter britischen Schutz zu gelangen, ohne dass jedoch in die Verwaltung direkt eingegriffen wurde. Die Region blieb ein abgelegener Winkel des Empire, der erst durch die italienische Expansion, die nach dem Scheitern der Stresa-Front als bedrohlich empfunden wurde, ab 1937 in das Zentrum des Interesses des Londoner Kolonialministeriums geriet.

### 1937–1967

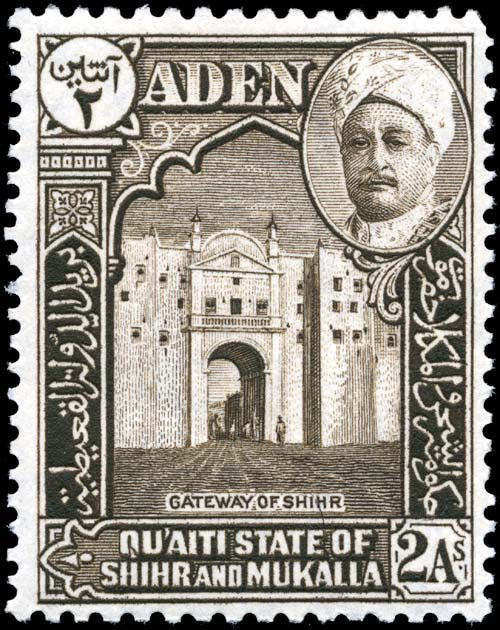
Sultan Salih bin Ghalib auf einer Briefmarke Adens (1942)

Sultan Salih bin Ghalib (= Saif Nawaz Jung), der von 1936 bis 1956 regierte, war ein aufgeschlossener, tatkräftiger Monarch. Unter den Bestimmungen des Government of India Act 1935 war das Gebiet ab 1937 nicht mehr Teil von Britisch-Indien. Im Vertrag vom 13. August 1937 wurde den Briten nach dem Vorbild der Unfederated Malay States das Recht eingeräumt, auf Dauer der Regierung einen „Berater“ (resident adviser) zu stellen. Man verpflichtete sich, die von ihm gegebenen Anweisungen außer in Fragen des islamischen Zivilrechts in allen Fällen als bindend zu betrachten. 1939 kam es zur Einrichtung eines Kabinetts (council), dem außer dem Sultan der Resident, der Wesir und zwei ernannte arabische Mitglieder angehörten. Der erste Resident wurde William Harold Ingrams, dessen rücksichtslose Bombenangriffe auf die Zivilbevölkerung des Hinterlands die Region in den Jahren zuvor „befriedet“ hatten (“Ingrams peace”).
Wichtige Posten des Beamtenapparats wurden von Briten besetzt.
Der erzwungene Landfrieden, zunächst auf drei, später um zehn Jahre verlängert, schuf die Grundlage für einen Wirtschaftsaufschwung und bald erfolgende administrative Reformen. 1938 wurden die Armee und das Zollwesen, dessen Einnahmen bisher durch Pächter eingetrieben worden waren, reformiert. Die Zahl britischer Beamter in der Residentur erreichte 1950 etwa 15.

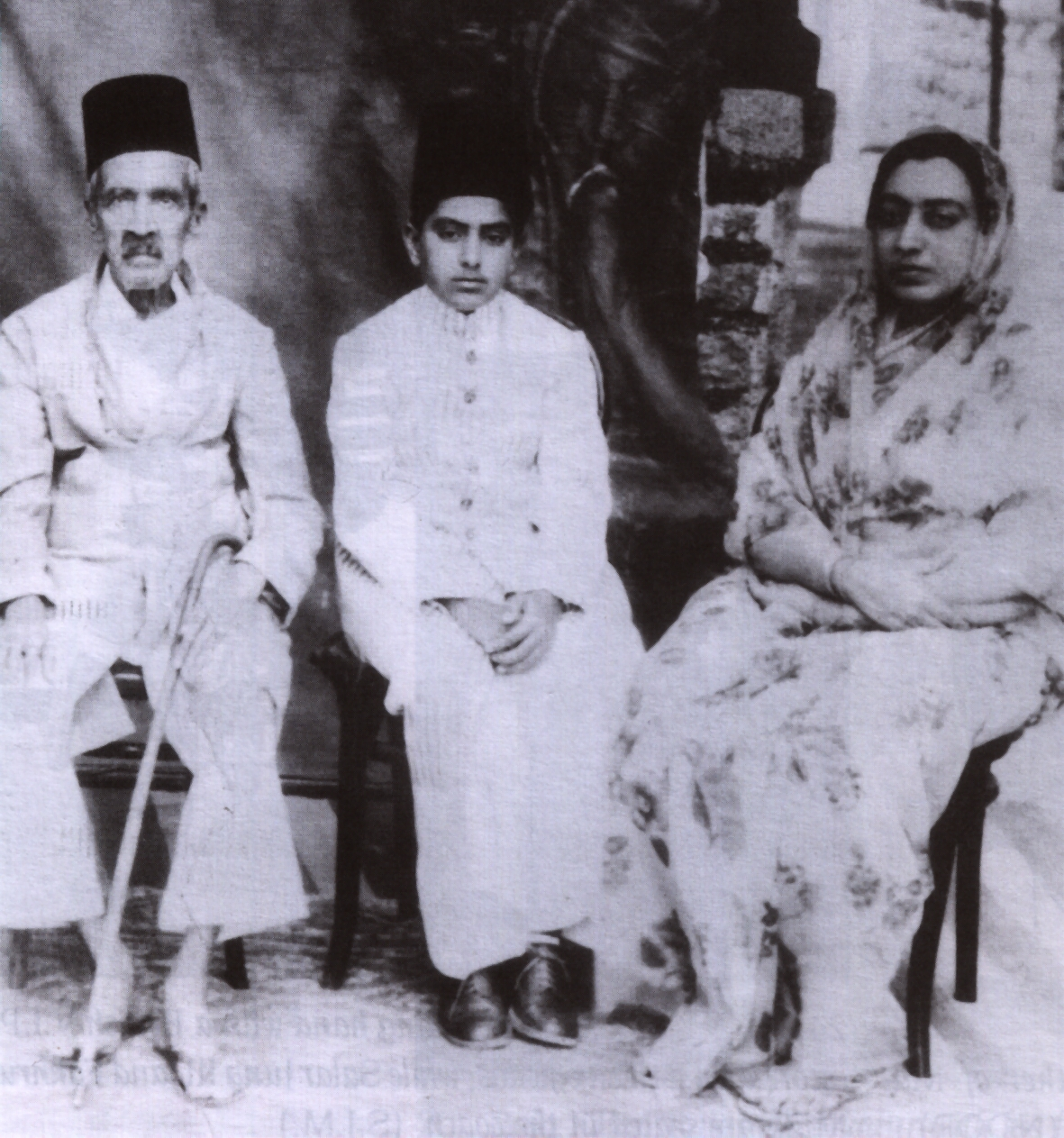
Der letzte regierende Herrscher von Hyderabad, Asaf Jah VII., mit dem letzten Sultan als Kind mit dessen Mutter.

Anfang des Zweiten Weltkriegs wurden 20.000 Rs. für Kriegszwecke „gespendet“, was etwa ein Viertel des Staatsschatzes ausmachte. Weiterhin wurde eine Kompanie Arbeitskräfte für Aden gestellt und ließ Unterkünfte für die stationierten RAF-Angehörigen errichten. Die japanische Besetzung Inselindiens schnitt das Land von den Überweisungen der Emigranten ab (1940: £ 600.000). 1943/44 kam es zu weitreichender Hungersnot im Wadi, weil die Lebensmittelimporte (1939: 70 %) ausblieben.
Lebensmittelknappheit herrschte bis 1950.
Der Einfluss arabischer Nationalisten wurde nach dem Aufstieg Nassers zunehmend stärker. Eine politische Partei, al-Hizb al-watani (Nationalpartei), entstand 1950. Die Briten suchten sich, wie sie es in anderen Teilen des zerfallenden Empire getan hatten, der Unterstützung der konservativen Kräfte, in diesem Fall der Sheikhs des Hinterlandes, zu versichern. Als nach der Sueskrise (November 1956), der Ausrufung der Republik Irak und dem Beitritt Jemens zur Vereinigten Arabischen Republik (März 1958) das seit der Unabhängigkeit mit den USA verbündete Saudi-Arabien, gemäß der konservativen Wahhabitenideologie regiert, die antikommunistische Ideologie ins Spiel brachte und andererseits von der UNO immer wieder die Entkolonialisierung gefordert wurde, begannen die Briten, sich diesem Druck beugend, zur Vorbereitung der für 1968 geplanten Unabhängigkeit, 1966 die Südarabische Föderation zu gründen. Währenddessen nahmen im Hinterland die Kampfhandlungen mit den verschiedenen Befreiungsbewegungen, die aus der Jemenitischen Arabischen Republik Waffenhilfe erhielten, stark zu.
Der letzte Sultan, Ghalib II. bin Awadh, regierte vom 10. Oktober 1966 bis zu seiner Absetzung am 17. September 1967.
Das Sultanat, inzwischen Teil des umbenannten Protektorats von Südarabien, wurde nach dem Sieg der sozialistischen Kräfte der NLF (gegr. Juni 1963) ab dem 30. November in die Demokratische Volksrepublik Jemen integriert und ist heute Teil des Gouvernements Hadramaut. Wie auch in Indien 1947 hatte erst der Sturz der konservativen Regierung in London die Unabhängigkeit ermöglicht.

## Wirtschaft
Die Häfen, den Winden des Monsuns ausgesetzt, waren in Küsten- und Fernhandel eingebunden. Die Landwirtschaft ist vollkommen auf die Wadis beschränkt, wo Bewässerung möglich ist, da der Jahresniederschlag von 50–100 mm nicht ausreicht. Heuschreckenplagen gefährden die Ernten. Entlang des Küstenstreifens konnten kleine Mengen Weihrauch geerntet werden.
Tabak wuchs bei Ġail Bār Wazīr. Die Beduinen (Hamumi-Nomaden) organisierten die Kamelkarawanen, die Importe, hauptsächlich Reis, Datteln, Tee, Stoffe und Holz, von der Küste ins Hinterland brachten. Exporte aus dem Hinterland beschränkten sich fast ausschließlich auf Häute. Eine wichtige Einkommensquelle der Stämme waren lange auch Raubzüge, weshalb Wohngebäude üblicherweise festungsartig, teilweise mit Gräben umgeben, an schwer zugänglichen Stellen gebaut wurden. Etwa ein Viertel der Bevölkerung lebte an der Küste. Die Einwohnerzahl von Mukalla wurde 1940 auf 16.000 geschätzt, sie stieg in der nächsten Dekade als Folge der Hungersnot im Binnenland auf 35.000. Dort waren Fischerei und der Bau von Daus wichtige Wirtschaftszweige. Die Pan-American International Oil Company, Tochtergesellschaft der Standard Oil of Indiana (später: AMOCO), erhielt 1961 eine Konzession.
Aufgrund der lebensfeindlichen Bedingungen war die Emigration, zunächst in das Mogulreich, wo die Araber als Söldner geschätzt waren, häufig.
Die Auswanderung nahm ab 1890 zu, jedoch durften seit 1870 keine Bewaffneten mehr nach Britisch-Indien einreisen.
Es bildete sich eine Diaspora, meist Kaufleute, hauptsächlich in Inselindien und in geringerem Maße in Ostafrika, die in den 1930er Jahren etwa 100.000 Personen (davon 70.000 auf Java) umfasste.

### Infrastruktur
Ab 1937 wurde die praktisch einzige für Autoverkehr geeignete, mautpflichtige Straße von Shir über 250 km Taballa nach Tarim ins Binnenland des Hadramaut gebaut; sie führt unter anderem durch das Territorium der Kathiri. Die Straße wurde von der in Singapur ansässigen Emigrantenfamilie al-Kaf allein finanziert. Die Verlängerung nach Westen erfolgte bis nach Shabwa ans westliche Ende des Wadi Hadramaut. Eine zweite Straße wurde von Mukalla nach al-Qatn durch das Wadi Duʿan geführt. Im Zweiten Weltkrieg wurden weitere Straßen angelegt, so dass man die Küste von Aden bis Reidat al-Abdul Wadud befahren konnte. Die RAF legte etwa 35 Landeplätze an; sie dienten primär der Kontrolle und der Einschüchterung der Stämme.
Es gab keine Eisenbahn, aber in Mukalla seit 1938 Elektrizität. Ein staatliches Grundschulwesen, nach westlichen Prinzipien, wurde ab 1937 zunächst an der Küste verstärkt aufgebaut. Nach dem Krieg wurden jährlich 12 bis 15 neue Schulen eröffnet, die Lehrer stammten vielfach aus dem Sudan und aus Jordanien.

### Währung
Insofern am Geldverkehr teilgenommen wurde, war der Maria-Theresien-Taler bevorzugt.
Zunehmend, besonders an der Küste, war die indische Rupie im Umlauf, die auch für den Staatshaushalt Rechnungseinheit war. Sie wurde 1951 durch den ostafrikanischen Schilling ersetzt, auf den 1965 der südjemenitische Dinar folgte.

## Militär
Vor der Durchsetzung eines Landfriedens 1937 war jeder Mann bewaffnet, wenn auch meist nur mit Musketen. Kleinkriege zwischen Dörfern und Blutrache wurden unter den Klans des Hinterlandes ausgefochten. Es gab eine, von den Kolonialherren als Yafa'i Irregulars bezeichnete, unzuverlässige Gendarmerie, die in den Orten des Binnenlandes eingesetzt wurden.
Der Sultan baute ab 1939 eine Mukalla Regular Army mit zunächst 400 Mann und indischen Ausbildern auf, die sich aus Beduinen und Angehörigen der Abīd-Klasse rekrutierte. Zunächst wohnten sie im Basar der Hauptstadt, erst 1940 wurde eine Kaserne errichtet. Ab den 1950er Jahren gab es Versuche die Truppe mit den Aden Protectorate Levies zu vereinigen, was zunächst aus politischen Gründen nicht erfolgte. Die Mannschaftsstärke betrug 1965 etwa 3000, sie unterstützten von 1963 bis 1967 die Truppen der Kolonialherren bei der blutigen Unterdrückung der nationalistischen Freiheitskämpfer.
Die Hadhrami Bedouin Legion wurde 1938 nach dem Vorbild der transjordanischen arabischen Legion gegründet. Glubb Pasha stellte die ersten Offiziere ab, die die zunächst 50 Mann mit einem Dutzend Kamelen führten. Als Ausbilder fungierten später muslimische indische Offiziere aus dem Punjab. Bis Kriegsende stieg die Mannschaftsstärke dieser bewaffneten Polizeitruppe auf 170 an, die auf kleinere Forts verteilt waren.

### Archivalien
Cambridge Archive Editions:
- Gazetteer of Arabian Tribes, 18 Bände; ISBN 1-85207-700-X.
- Doreen Ingrams, Leila Ingrams: Records of Yemen 1798–1960, 16 Bände; ISBN 1-85207-370-5.
- Political Diaries of the Arab World: Aden 1899–1967, 16 Bände; ISBN 1-85207-740-9.

### Konferenz
- Proceedings of „Yemeni-Hadhramis in Southeast Asia: Identity Maintenance or Assimilation“; International Islamic University of Malaysia, Kuala Lumpur; 26.–28. August 2005.